# Shopping Braga Parque
O Shopping Braga Parque é o segundo maior centro comercial a norte do Porto, localiza-se na freguesia de São Victor, cidade de Braga, tem uma área bruta locável de cerca de 50.000 m², 180 lojas, incluindo marcas como Primark, Zara, Pandora, Nike, Adidas, Fnac, McDonald's, entre outras, e 9 salas de cinema Cinemas NOS, umas das quais com projecção 3D, Dolby Atmos e IMAX. Este Centro Comercial foi ampliado e a sua re-inauguração teve lugar no dia 1 de outubro de 2009.
É propriedade da Urbaminho, S.A, empresa participada em 70% pela Mundicenter SGPS e 30% por empresários bracarenses.
Assinado pelo arquiteto Frederico Valassina, o projeto do Braga Parque já recebeu duas grandes expansões, uma em 2007, outra em 2009, o que permitiu a chegada de novas lojas, como a Fnac.
Em 2022 tem 3080 painéis fotovoltaicos na cobertura o que permite do total da energia que o edifício consome entre 10% e 15% é auto-consumo. O sistema de aquecimento, ventilação e ar condicionado representa cerca de 50%" da fatura. As 500 luminárias do centro e as 1500 do parque de estacionamento, vão ser substituídas  por tecnologia LED. 